# Villa Friedrich Wilhelm Barth
Die Villa Friedrich Wilhelm Barth steht im Ursprungsstadtteil der sächsischen Stadt Radebeul, in der Maxim-Gorki-Straße 17. Sie wurde 1887/88 von den Baumeistern Gebrüder Ziller für den Architekten Friedrich Wilhelm Barth als Landhaus errichtet und im Jahr 1900 zur Villa umgebaut.

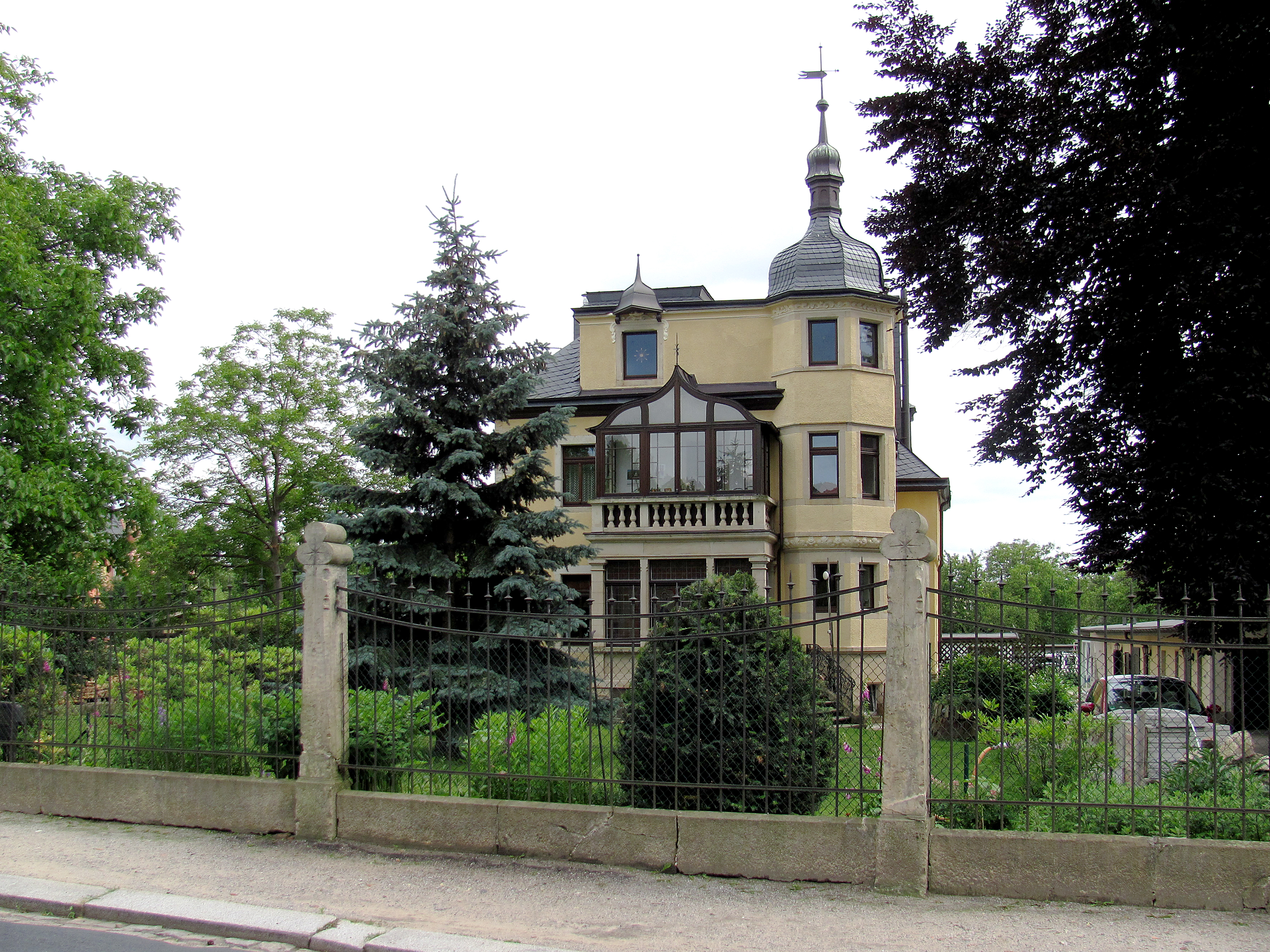
Villa Friedrich Wilhelm Barth

Gegenüber liegt die ebenfalls denkmalgeschützte Villa Maxim-Gorki-Straße 16.

## Beschreibung
Die mit Einfriedung, Eckturm und „aufwendiger Veranda“ unter Denkmalschutz stehende, zweigeschossige Villa ist ein „malerisch“ ausgebildetes Wohngebäude mit einem abgeplatteten Walmdach. Der polygonale, dreigeschossige Eckturm trägt eine geschweifte Haube. In der Straßenansicht steht eine zweigeschossige Veranda mit einem kielbogigen Dach, darüber ein Dachausbau mit kleinem Fenster und ebenfalls einer kleinen Haube. In der unteren rechten Ecke führt eine Freitreppe mit schmiedeeisernem Gitter in den weitläufigen Garten.
In der rechten Seitenansicht steht ein zurückgesetzter Seitenrisalit.
Der reduzierte Putzbau auf einem Bruchsteinsockel ist an den Gebäudekanten durch Sandstein-Eckquaderung eingefasst, hinzu kommt wenige Stuckornamentik. In der Veranda findet sich eine Kunstverglasung.
Die Einfriedung besteht aus Lanzettzaunfeldern zwischen Sandsteinpfeilern, darin ein barockisierendes Torgitter.

## Geschichte
Der Architekt Friedrich Wilhelm Barth, der an der Königlich Sächsischen Kunstgewerbeschule in Dresden unterrichtete, ließ sich 1887/88 durch die Baumeister Gebr. Ziller ein Landhaus errichten.
Im Jahr 1900 ließ sich der Dresdner Direktor a. D. Eugen Roemer durch den ebenfalls Dresdner Baumeister Otto Foerster das Landhaus zu einer Villa umbauen. Dabei entstanden der Eckturm, die Veranda, und das Dachgeschoss wurde ausgebaut. Gegen Foerster und seinen Bauherrn Roemer erging während der Bauzeit eine Strafandrohung, „weil es auf der Baustelle für die Arbeiter und Scheuerfrauen keinen Abtritt gebe.“